# (2258) Viipuri
(2258) Viipuri est un astéroïde de la ceinture principale.

## Description
(2258) Viipuri est un astéroïde de la ceinture principale. Il fut découvert le 7 octobre 1939 à Turku par Yrjö Väisälä. Il présente une orbite caractérisée par un demi-grand axe de 2,69 UA, une excentricité de 0,08 et une inclinaison de 1,5° par rapport à l'écliptique.

## Compléments